# Rafik
Rafik ou Rafiq (en arabe رفيق) est un prénom masculin qui signifie « compagnon », « copain», « camarade » ou encore « clément » en arabe classique. Il est assez répandu, que ce soit au Moyen-Orient ou au Maghreb.
Quelques Rafik célèbres : Rafik Berzi homme d'affaires, fondateur d'Hotello (hotello.com) vivant au Québec, Canada ; Rafik Hariri ; Rafik Ben Salah ; Rafik Khalifa ; Rafik Kazi-Tani ; Rafik Semmar ; Rafik Saïfi ; Rafik Zouaghi de sagone ; Rafik HALOUANE.
Le féminin de Rafik est Rafika ou Rafiqa et il a le même sens.